# 소형 형광등

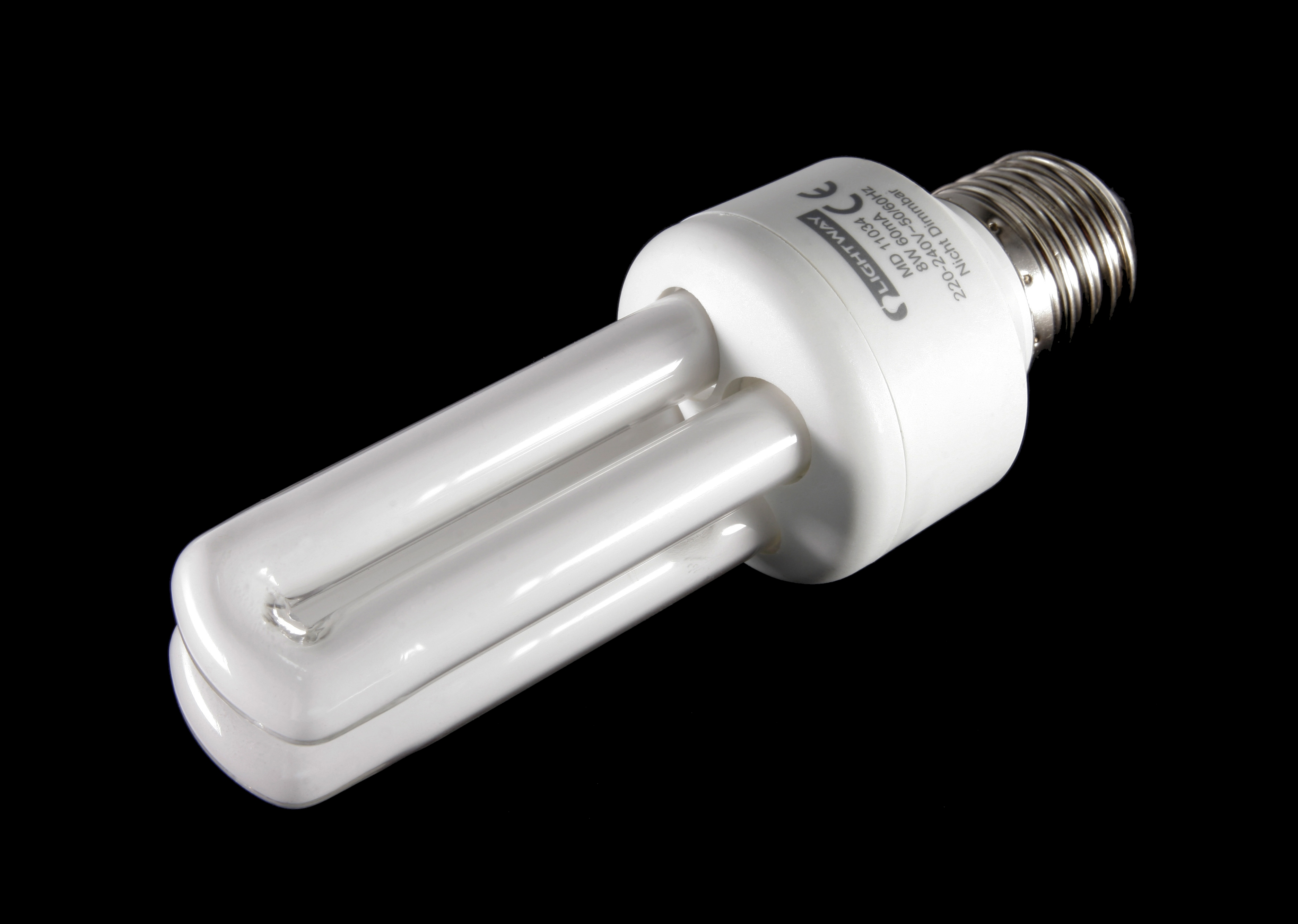

소형 형광등(compact fluorescent lamp, CFL), 에너지 절약형 조명은 백열전구를 대체하도록 설계된 형광등이다. 일부 유형은 백열전구용으로 설계된 조명기구에 적합하다. 조명은 백열전구 공간에 맞게 구부러지거나 접힌 튜브와 램프 베이스에 소형 전자식 안정기를 사용한다.
동일한 가시광량을 제공하는 일반 백열등에 비해 CFL은 전력을 5분의 1~1/3로 소비하고 수명은 8~15배 더 길다. CFL은 백열등보다 구매 가격이 높지만 조명 수명이 있는 동안 전기 비용을 구매 가격의 5배 이상 절약할 수 있다. 모든 형광등과 마찬가지로 CFL에는 독성 수은이 포함되어 있어 폐기가 복잡하다. 많은 국가에서 정부는 일반 쓰레기와 함께 CFL의 처리를 금지했다. 이들 국가에서는 CFL 및 기타 유해 폐기물에 대한 특별 수거 시스템을 구축했다.
작동 원리는 다른 형광등 조명과 동일하다. 수은 원자에 결합된 전자는 더 낮은 에너지 수준으로 돌아갈 때 자외선을 방출하는 상태로 여기된다. 이렇게 방출된 자외선은 형광 코팅에 부딪힐 때 가시광선으로 변환되고, 유리와 같은 다른 물질에 흡수되면 열로 변환된다.
CFL은 백열등과 다른 스펙트럼 전력 분포를 방출한다. 개선된 형광체 제제는 CFL에서 방출되는 빛의 인지된 색상을 개선하여 일부 출처에서는 최고의 "부드러운 흰색" CFL을 주관적으로 표준 백열등과 색상이 유사한 것으로 평가한다.
백색 LED 조명은 고효율 조명 부문에서 CFL과 경쟁한다. 제너럴 일렉트릭은 이후 LED를 선호하여 미국 내 국내 CFL 조명 생산을 중단했다.

## 같이 보기
- 형광등